# جنگ‌تونگ
جو چی‌چن (چینی: 朱祁鎮؛ پین‌یین: Zhū Qízhèn) (زادهٔ ۲۹ نوامبر ۱۴۲۷ - درگذشتهٔ ۲۳ فوریه ۱۴۶۴) امپراتور مینگ بود که طی دو دوره، نخست با عنوان امپراتور جنگ‌تونگ (چینی: 正統؛ پین‌یین: Zhèngtǒng) به معنای «دولت درست»، از ۱۴۳۵ تا ۱۴۴۹ و سپس با عنوان امپراتور تیان‌شون (چینی: 天順؛ پین‌یین: Tiānshùn) به معنای «فرمانبردار آسمان»، از ۱۴۵۷ تا هنگام مرگش در ۱۴۶۴ بر چین فرمانروایی نمود.